# Orchestre symphonique de la RAI de Milan
L'Orchestre symphonique de la RAI de Milan (en italien : Orchestra sinfonica di Milano della RAI) est un orchestre symphonique italien basé à Milan actif entre 1950 et 1994.

## Historique
L'Orchestre symphonique de la RAI de Milan est créé en 1950 à Milan, sous l'égide de la Rai, la Radio-télévision italienne.
Il est dissous en 1994 lorsque les quatre orchestres de la RAI, ceux de Milan, Naples (Orchestre de chambre « Alessandro Scarlatti » de la RAI de Naples (it)), Turin (Orchestre symphonique de la RAI de Turin) et Rome (Orchestre symphonique de la RAI de Rome), fusionnent pour ne former plus qu'un seul orchestre, basé à Turin, l'Orchestre symphonique national de la RAI.

## Chefs permanents
Comme chefs permanents de l'orchestre se sont succédé :
- Carlo Maria Giulini (1950-1951) ;
- Nino Sanzogno (1952-1959) ;
- Massimo Pradella (1959-1963) ;
- Franco Caracciolo (1964-1971) ;
- Bruno Maderna (1971-1973) ;
- Zoltán Peskó (1978-1982) ;
- Carl Melles (de) (1983-1988) ;
- Vladimir Delman (en) (1989-1994).

## Commandes
L'Orchestre est à l'origine de plusieurs commandes passées à des compositeurs, notamment Edison Denisov (Concerto pour basson, violoncelle et orchestre, 1984), Franco Donatoni (In cauda, 1983), Giacomo Manzoni (Ode per orchestra, 1983), Zoltán Peskó (orchestration de Salammbô de Moussorgski, 1980) et Giampaolo Testoni (it) (Sinfonia, 1984).

## Créations
L'Orchestre symphonique de la RAI de Milan est le créateur de plusieurs œuvres, de Davide Anzaghi (Concerto pour piano, 1989), Bruno Bettinelli (Symphonie no 5, 1965 ; Contrastes, 1982 ; Terza Cantata, 1985 ; Quarto Concerto pour orchestre, 1990), Sylvano Bussotti (Il catalogo è questo, version complète, 1980 ; Phèdre n. 4, prélude de l'acte II, 1990), Alfredo Casella (Symphonie no 2, 1991), Niccolò Castiglioni (Le favole d'Esopo, 1980), Aldo Clementi (Interludi, musica per il mito di Eco e Naciso, 1993), Pascal Dusapin (Assaï, 1985), Brian Ferneyhough (Carceri d'Invenzione Ila, 1985), Gian Francesco Malipiero (Sogno d'un tramonto d'autunno, opéra, 1963), Riccardo Malipiero (Mirages, 1970), Giacomo Manzoni (Finale e aria, 1992), Goffredo Petrassi (Frammento, 1991), Wolfgang Rihm (Unfassung, 1991) et Alexandre Tansman (Symphonie no 8 « Musique pour orchestre », 1949), notamment. 